# گریگوریو بارو
گریگوریو بارو (انگلیسی: Gregorio Baro؛ زاده june ۱۹, ۱۹۲۸ درگذشته ۲۸ مه ۲۰۱۲ (۸۳ ساله)) یک دانشمند در زمینه پرتوشیمی و شیمی هسته‌ای اهل Argentine بود. 